# クロージング・タイム
『クロージング・タイム』（Closing Time）は、トム・ウェイツのデビュー・アルバム。1973年発表。

## 解説
収録曲の大半は、1971年後半にデモ・レコーディングされた楽曲を再録したもの。デモ・ヴァージョンの方は、1990年代になって『アーリー・イヤーズVol.1』『アーリー・イヤーズVol.2』といったコンピレーション・アルバムで日の目を見た。
レコーディングの大半はジェリー・イェスターのプロデュースの下、ロサンゼルスのサンセット・サウンド・レコーダーズで行われた（タイトル・トラックの「クロージング・タイム」はユナイテッド・ウェスタン・レコーダーズで録音された）。ミキシングとマスタリングはサンフランシスコのウォーリー・ハイダー・スタジオで行われた。
アウルニ・エギルソン（Arni Egilsson、アイスランド出身のクラシック/ジャズ・ベーシスト）、トニー・テラン（元ベニー・グッドマン楽団）、ジョン・サイター（後に山下達郎『CIRCUS TOWN』をプロデュースする）等のミュージシャンが参加した。
セールス的には成功しなかったが、ローリング・ストーン誌ではスティーヴン・ホールデンが、トムの「型にはまらないセンスとユーモア」「天性の演技力」を好意的に評価した。また、トムと同じマネージメントに所属していたティム・バックリィが、1973年9月発売のアルバム『Sefronia』で、早くも「マーサ」をカヴァー。翌年には、イーグルス『オン・ザ・ボーダー』で「オール'55」がカヴァーされて話題となった（イーグルス版の邦題は「懐かしき'55年」）。

## 収録曲
全曲トム・ウェイツ作。
Side 1
1. オール'55 - "Ol' '55" - 3:58
2. 恋におそれて - "I Hope That I Don't Fall in Love With You" - 3:54
3. ヴァージニア・アヴェニュー - "Virginia Avenue" - 3:10
4. オールド・シューズ - "Old Shoes (& Picture Postcards)" - 3:40
5. ミッドナイト・ララバイ - "Midnight Lullaby" - 3:26
6. マーサ - "Martha" - 4:30

Side 2
1. ロージー - "Rosie" - 4:03
2. ロンリー - "Lonely" - 3:12
3. アイス・クリーム・マン - "Ice Cream Man" - 3:05
4. 愛の翼 - "Little Trip to Heaven (On the Wings of Your Love)" - 3:38
5. グレープフルーツ・ムーン - "Grapefruit Moon" - 4:50
6. クロージング・タイム - "Closing Time" - 4:20

## カヴァー
- 「オール'55」は、イーグルスの他にサラ・マクラクランのアウトテイク集『The Freedom Sessions』（1995年）にもカヴァー収録。同アルバムは2008年、アルバム『エクスタシー』レガシー・エディションのボーナスCDとして再発された。
- 2002年、ジョン・ボン・ジョヴィがテレビドラマ『アリー my Love』に出演した際、「恋におそれて」を歌った[3]。
- 「マーサ」は、ティム・バックリィの他にミートローフ『ウェルカム・トゥ・ザ・ネイバーフッド〜地獄からの脱出』（1995年）、おおはた雄一『SMALL TOWN TALK〜“アコースティック・ライフ”カバーズ〜』（2008年）でカヴァーされた。
- 「アイス・クリーム・マン」は、スクリーミン・ジェイ・ホーキンズ『ブラック・ミュージック・フォー・ホワイト・ピープル』（1991年）でカヴァーされた。
- 萩原健太監修のオムニバス・アルバム『アコースティック・ライフ』（2008年）で、おおはた雄一が「グレープフルーツ・ムーン」をカヴァー[4]。同曲は、サウスサイド・ジョニーが2008年に発表したトム・ウェイツのカヴァー・アルバムのタイトルにもなっている。

## 参加ミュージシャン
- トム・ウェイツ - ボーカル、ピアノ、チェレスタ、ギター
- デルバート・ベネット - トランペット
- トニー・テラン - トランペット
- シェップ・クック - ギター、バッキング・ボーカル
- ピーター・クライムス - ギター
- ビル・プラマー - ベース
- アウルニ・エギルソン - ベース
- ジョン・サイター - ドラムス、バッキング・ボーカル
- ジェシ・エールリッヒ - チェロ